# 両面テープ

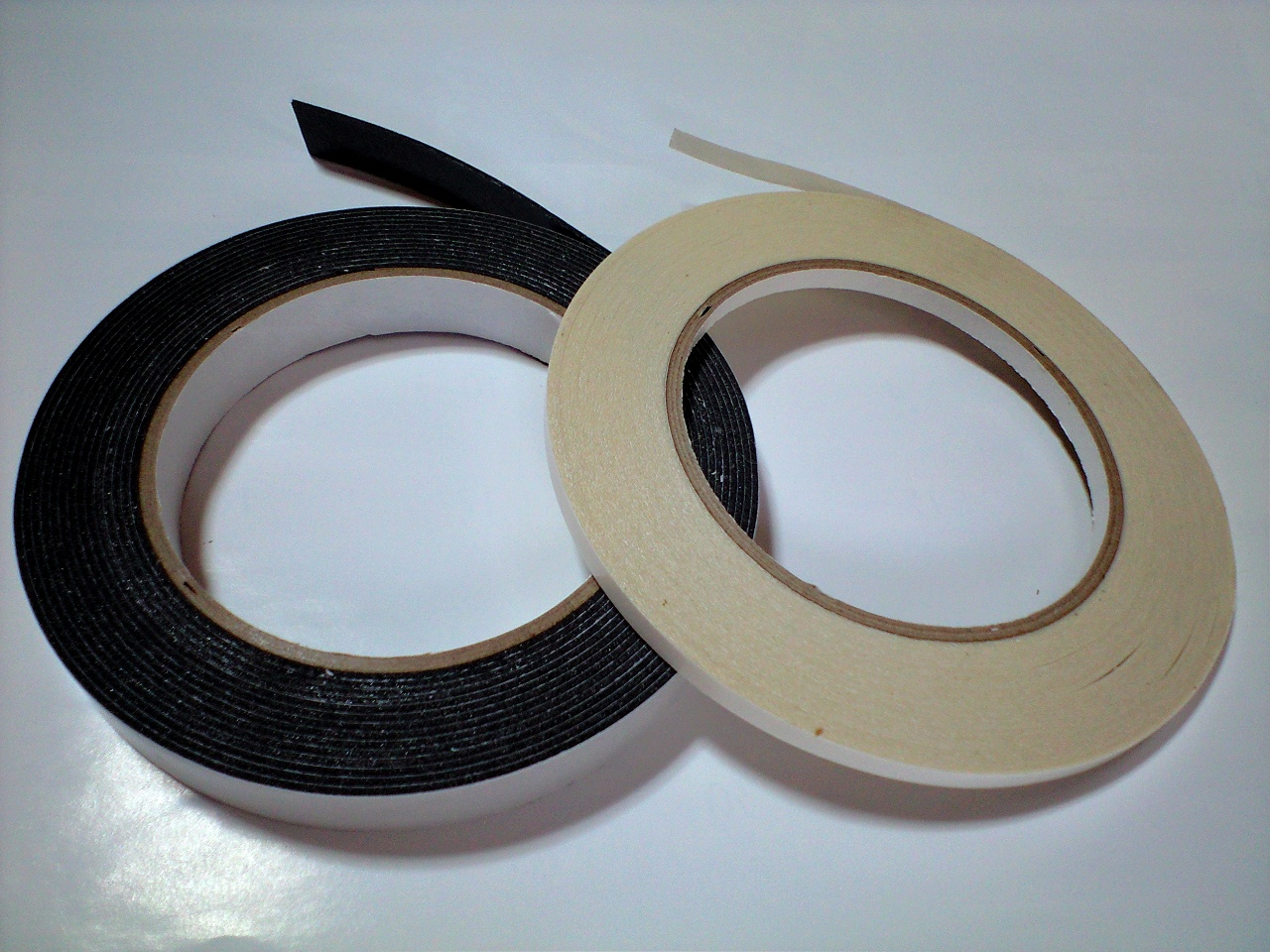
両面テープ（画像右は一般的なもの。左はテープ部分がスポンジ状の部品固定用）

両面テープ（りょうめんテープ、英語：double-sided tape）とは、薄膜状の基材などを利用して接着剤を両面から接着できるようなシート状に加工し、その表面に剥離紙を取り付けて細長い帯状にした文房具である。

## 概要
両面テープは、紙などを止めるためや封筒に封をするためなどに使われる。また紙以外への接着用途向けのものもあるため、用途は広範囲に及ぶ。建築用途では、カーペットを床に接着するための高粘着のものや、仮止め用などのほか強固な接着のための専用品など様々なものがある。
普通のセロハンテープと比べて、表面にテープが見えることがなく、また、ノリのように塗布した紙面がふやけることもないので、書類に写真を貼ったりするときでも綺麗に仕上がる。
使用上の注意点としては、接着面の汚れ、油分などの脱脂を実施しなかった場合、その粘着力が極端に低下するので、自動車部品や強度が求められる接合物などを両面テープを用いて接着する場合は十分注意が必要である。

## 構造
文房具として日本で製造・販売されているものは、幅が12mm～24mm、長さは3.5m～35m程度のものが多い。通常の製品は、これを巻き取った巻物状にして供給される。帯状にした基材の両面に接着剤が塗られており、巻物状の製品とした時、使用時に上面一枚のみ剥がす事が出来るよう、巻かれた時に外になる側に両面剥離紙が貼り付けられている。
基材には紙、セロハンなどが使われる。また、芯となる基材がなく、接着剤のみを両面剥離紙に乗せた構造のものも存在し「基材なし」「基材レス」「ベースレス」などと呼ばれる。

## 使い方
まず巻物状のテープから外側の剥離紙と内側の両面テープを一体のまま引っ張り、適当な長さで切り取る。これの粘着面を紙などにしっかりと貼り付けたあとに剥離紙を剥がす。露わになったもう一方の粘着面を他の希望する場所に貼り付ける。